# Біофілота
Біофілота (від біо- і грец. philos — «рідний», «власний») — флора і фауна визначеного ареалу. Історично зумовлений регіональний комплекс таксонів рослинного і тваринного світу. Особливо чітко виражений на островах.
Біофілота конкретизує загальніший термін біота, який став синонімом біоценозу (рослинного і тваринного співтовариства) або навіть у загальному розумінні «органічний світ».
Термін застосовують при біогеографічному аналізі видового складу. Для оцінки сукупності флори і фауни, що показує загальну насиченість території таксонами різного рангу.

## Історія
У 1978 році термін уперше був запропонований в книзі В. П. Второва і М. М. Дроздова «Биогеография» і описаний, як:
 доцільно означати комплекс видів і інших систематичних категорій певного району, що історично склався, особливим терміном «біофілота». Корінь «філ-» підкреслює, що комплекс видів організмів — результат тривалого історичного розвитку як їх самих, так і займаної ними зараз території.
Похідні цього терміна:
- біофілотичний підхід
- біофілотичне районування
- біофілотичні області і царства.

Автори виділяють 9 біофілотичних царств Землі:
- Орієнтальне
- Ефіопське
- Мадагаскарське
- Капське
- Австралійське
- Антарктичне
- Неотропічне
- Неарктичне
- Палеарктичне.

У 1982 році А. Г. Воронов серед сучасних тенденцій у розвитку біогеографії виділяв прагнення побудувати єдину систему біофілотичних регіонів для усіх мешканців Землі.

## Ресурси Інтернету
- Біофілота [Архівовано 2 січня 2017 у Wayback Machine.] у Екологічному енциклопедичному словнику.